# 波尔蒂廖拉
波尔蒂廖拉（義大利語：Portigliola），是意大利雷焦卡拉布里亚省的一个市镇。总面积5平方公里，人口1262人，人口密度252.4人/平方公里（2009年）。ISTAT代码为080062。